# Phare de Hrísey
Le phare de Hrísey (en islandais : Hríseyjarviti) est un phare situé dans la région de Norðurland vestra sur l'île de Hrísey dans l'Eyjafjörður.